# Nombre superréel
Ne doit pas être confondu avec Nombre réel, Nombre pseudo-réel, Nombre surréel ou Nombre hyperréel.
 (novembre 2017).
En algèbre commutative, les corps de nombres superréels sont des extensions du corps des nombres réels plus générales que les corps de nombres hyperréels.
Soient X un espace de Tychonov, C(X) l'algèbre des fonctions continues sur X à valeurs réelles et P un idéal premier de C(X). Par construction, l'anneau quotient A = C(X)/P est un anneau intègre qui est une algèbre réelle et peut être muni d'un ordre total compatible avec sa structure algébrique. F, le corps des fractions de A, est appelé corps superréel si l'inclusion de {\displaystyle \mathbb {R} } dans F est stricte. Dans ce cas, {\displaystyle \mathbb {R} } et F sont non isomorphes en tant que corps ordonnés (on en déduit facilement qu'ils ne sont même pas isomorphes en tant que corps).
Si de plus l'idéal premier P est maximal (autrement dit si F = A), alors F est un corps de nombres hyperréels.
La terminologie est due à Dales et Woodin.